# Eupropolella diapensiae
Eupropolella diapensiae är en svampart som tillhör divisionen sporsäcksvampar, och som först beskrevs av Franz Petrak, och fick sitt nu gällande namn av Birgitta Eriksson. Eupropolella diapensiae ingår i släktet Eupropolella, och familjen Dermateaceae. Arten är reproducerande i Sverige.